# Южен морски слон
Южният морски слон (Mirounga leonina), също антарктически морски слон, е един от двата вида морски слонове, които са най-едрите представители на перконогите бозайници.

## Размери
Южният морски слон е най-големият представител на тюлените. При него се наблюдава ясно изразен полов диморфизъм по отношение на теглото и размерите. Докато женските тежат около 680 кг и са дълги до 3 метра, теглото на мъжките е около 3600 кг, а дължината им често надхвърля 6 метра.

## Разпространение
Южният морски слон се среща предмно по крайбрежието на субантарктическите острови. Най-голяма е популацията му на остров Южна Джорджия, следвана от тази на остров Макуори, полуостров Валдес, остров Хърд и архипелага Кергелен. На север южните морски слонове достигат до остров Тасмания и рядко до южните брегове на Нова Зеландия и Южна Африка. В тези ширини те се срещат по време антарктическата зима, когато мигрират в по-топли води.

## Начин на живот и хранене
Основна храна на южния морски слон са главоногите мекотели, по-рядко риби. Както повечето тюлени, той поглъща храната си цяла, тъй като зъбите му не са пригодени за дъвчене.
Морският слон е полигамно животно. Мъжките често се впускат в ожесточени битки за територии и женски тюлени. Заплашителните звуци, които издават с муцуните си, могат да бъдат чути от километри.